# Giebelstadt

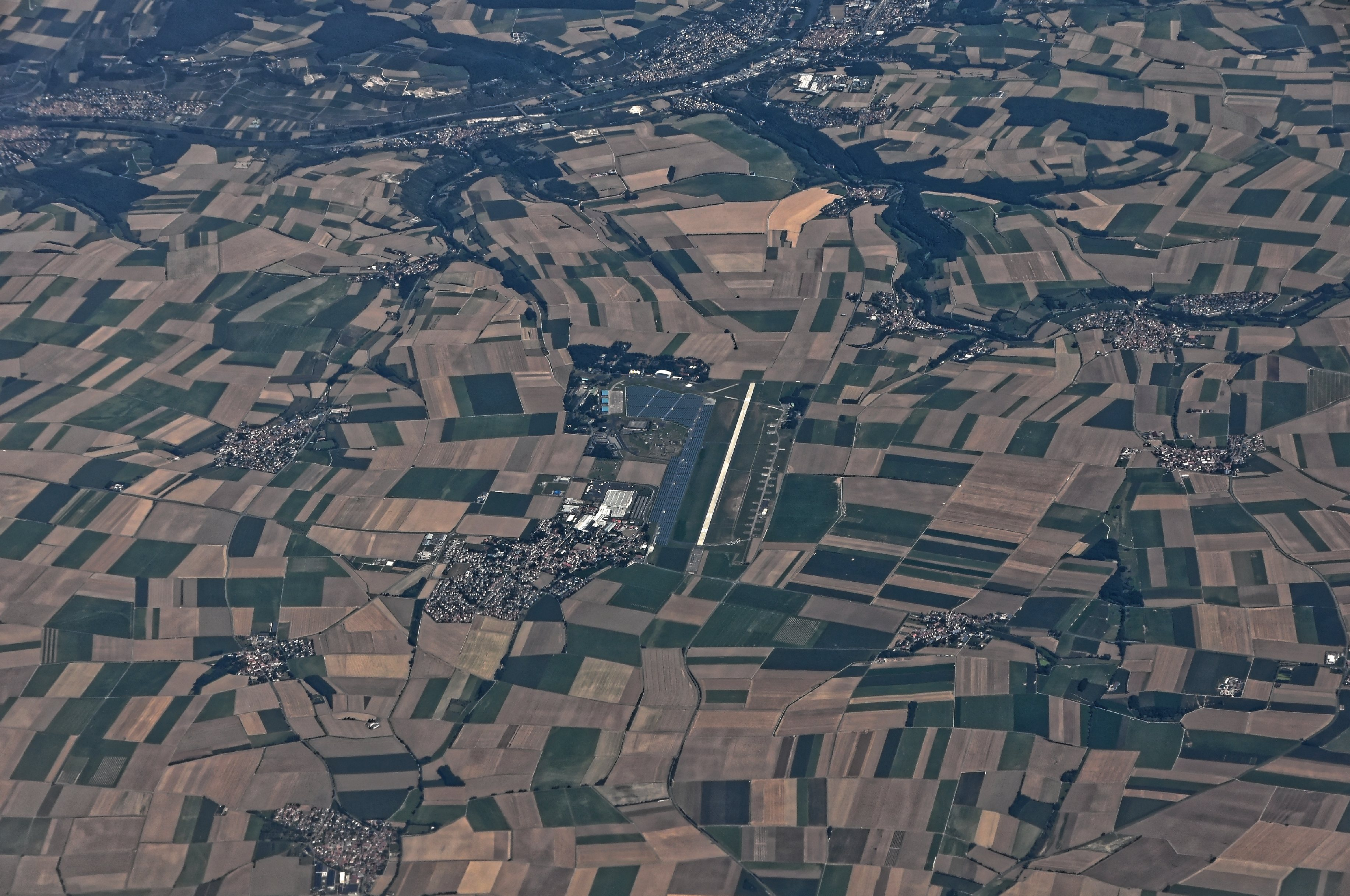
Giebelstadt und der Flugplatz von oben

Giebelstadt ist ein Markt im unterfränkischen Landkreis Würzburg und der Verwaltungssitz der gleichnamigen Verwaltungsgemeinschaft.

## Geographie
Die Gemeinde liegt etwa 15 Kilometer südlich von Würzburg. Das Gebiet ist nur sehr wenig bewaldet. Durch Giebelstadt führt der Fränkische Marienweg.
Gemeindegliederung
Es gibt zehn Gemeindeteile (in Klammern ist der Siedlungstyp angegeben):
- Allersheim (ehemaliger Markt)
- Eßfeld (Pfarrdorf)
- Euerhausen (Pfarrdorf)
- Giebelstadt (Hauptort)
- Herchsheim (ehemaliger Markt)
- Ingolstadt i. UFr. (Pfarrdorf)
- Kauzenmühle (Einöde)
- Klingholz (Anstalt)
- Sulzdorf (Pfarrdorf)
- Weidenmühle (Einöde)

Es gibt die Gemarkungen Allersheim, Euerhausen, Eßfeld, Giebelstadt, Herchsheim, Ingolstadt i. UFr. und Sulzdorf.

## Geschichte

### Bis zur Gemeindegründung
Giebelstadt ist nach der alemannischen Adelssippe der Gibule benannt und wurde im Jahr 820 erstmals urkundlich erwähnt. Im 13. und 14. Jahrhundert hatten die Ministerialengeschlechter Geyer und Zobel dort Grundbesitz und Lehen und übten im Dorf gemeinsam Herrschaftsrechte aus (Kondominatsdorf). Von dieser Zeit zeugen noch die Ruine des Geyerschlosses und das Zobelschloss. Das Friesenhäuser Schloss wurde 1687 von Hans Heinrich Zobel von Giebelstadt zu Friesenhausen begonnen und von seinem Sohn Johann Gottlob Zobel und dessen Ehefrau Maria Sophia von Berlichingen um 1700 vollendet. Von 1814 bis 1916 war die Freiherrlich Zobel'sche Bierbrauerei dort untergebracht, heute dient es als Rathaus.
Später teilten sich das seit 1792 preußische Fürstentum Ansbach (als Nachfolger der Grafen von Geyer) und die Freiherren von Zobel die Herrschaft. Beider Rechte kamen 1806 an das Großherzogtum Würzburg des Erzherzogs Ferdinand von Toskana, mit dem Giebelstadt 1814 an das Königreich Bayern fiel. Im Zuge der Verwaltungsreformen in Bayern entstand mit dem Gemeindeedikt von 1818 die heutige Kommune.

### 19. bis 21. Jahrhundert

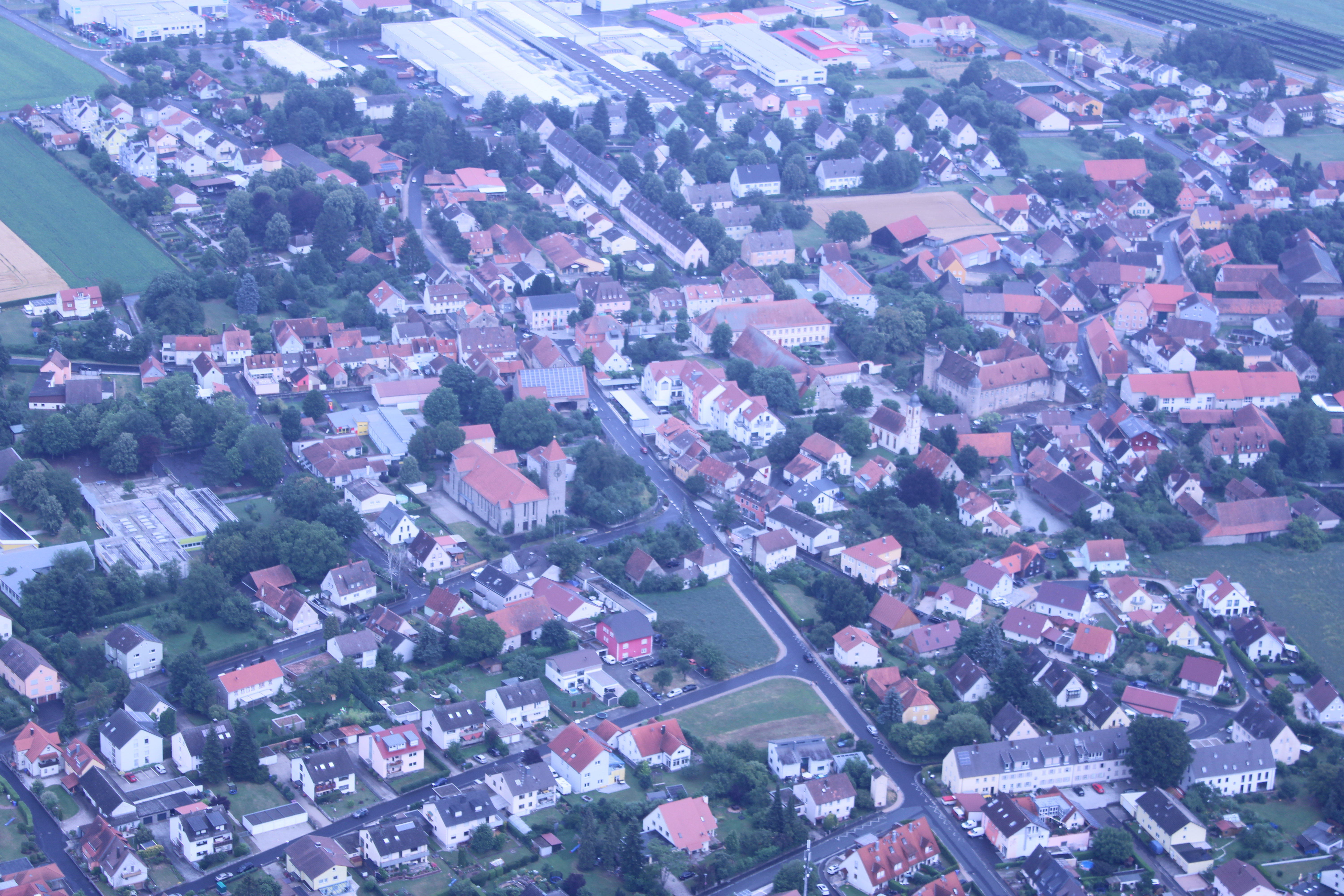
Luftaufnahme, Juli 2019

Nach 1848 wurde Giebelstadt dem Bezirks- und Finanzamt und dem Amtsgericht Ochsenfurt zugeordnet. Am 1. Juli 1972 kam der Markt zum Landkreis Würzburg.
Mindestens seit dem 18. Jahrhundert waren jüdische Familien im Ort ansässig. Bereits im 17. Jahrhundert entstand in der Gemarkung Allersheim ein jüdischer Friedhof. Im Jahr 1799 entstand eine Synagoge, die beim Novemberpogrom 1938 von SA-Männern verwüstet und 1944 abgerissen wurde. Daran erinnert eine Gedenktafel im Innenhof des Rathauses.
Im Jahr 1935 wurde der Fliegerhorst Giebelstadt von der Luftwaffe erbaut und am 17. September 1936 bei einer Truppenparade von Adolf Hitler eröffnet. Die ersten stationierten Flugzeuge waren Bomber des Typs Heinkel He 111, die zum Kampfgeschwader 53 gehörten, das mit Beginn des Zweiten Weltkrieges in Giebelstadt stationiert war. Vom Flugplatz Giebelstadt aus wurden im Zweiten Weltkrieg etliche Einsätze an die Front in Frankreich geflogen. Außerdem wurden dort unter strenger Geheimhaltung die ersten Versuche mit der düsengetriebenen Messerschmitt Me 262 und der raketengetriebenen Messerschmitt Me 163 unternommen. Der Flugplatz Giebelstadt wurde deswegen gegen Kriegsende das Ziel schwerer Bombenangriffe. Die Schäden am Fliegerhorst wurden 1944 durch Häftlinge des KZ Flossenbürg beseitigt, die auch zum Ausbau des Fliegerhorstes eingesetzt wurden. Noch vor der Kapitulation der deutschen Truppen wurde der Flugplatz durch die amerikanische 12th Armored Division eingenommen.
Nach dem Zweiten Weltkrieg wurde der Flugplatz von den United States Army Air Forces übernommen und hieß von da an „Giebelstadt Airfield“. 1947 wurde die Landebahn auf ihre jetzige Länge ausgebaut. Stationiert waren dort unter anderem U2-Spionageflugzeuge. Vom 15. Januar 1948 bis 1950 war der Flughafen geschlossen und nur mit einer Wachmannschaft besetzt. Später wurde der Flugplatz von Raketeneinheiten der US-Armee und der Bundeswehr genutzt. Ab 1981 bis zum 1. Juli 2000 waren die 12. Heeresfliegerbrigade und die 69. Air Defense Artillery (Patriot) der United States Army in Giebelstadt stationiert.
Nach dem Abzug der US-amerikanischen Truppen wurde die Nutzung des Militärflugplatzes eingestellt. Das Gelände ist am 31. Dezember 2006 an die Bundesrepublik Deutschland zurückgefallen.
Auch die Bundeswehr war mit der Sanitätsschule der Luftwaffe im Ortsteil Klingholz vertreten.

### Eingemeindungen
Vor der Gemeindegebietsreform gehörte Giebelstadt zum Landkreis Ochsenfurt. Dieser wurde am 1. Juli 1972 aufgelöst und gleichzeitig die Gemeinde Euerhausen eingegliedert. Am 1. Januar 1978 kamen die Märkte Allersheim und Herchsheim hinzu. Eßfeld, Ingolstadt in Unterfranken und Sulzdorf folgten am 1. Mai 1978.

### Einwohnerentwicklung
| Jahr      | 1961 | 1970 | 1987 | 1991 | 1995 | 2000 | 2005 | 2010 | 2015 |
| Einwohner | 3702 | 3886 | 3642 | 3924 | 4425 | 4454 | 4360 | 5032 | 5380 |

Im Zeitraum 1988 bis 2018 stieg die Einwohnerzahl von 3701 auf 5501 um 1800 Einwohner bzw. um 48,6 %.
Quelle: BayLfStat

## Politik

### Bürgermeister
Von Mai 1990 bis April 2002 wurde der Markt Giebelstadt durch den CSU-Bürgermeister Volker Kleinfeld geleitet. Nachdem es jahrelang keine ernsthaften Mitbewerber um das Bürgermeisteramt gegeben hatte, gelang es der UWG (Unabhängigen Wählergemeinschaft), mit Paul Merklein ein neues Gesicht zu präsentieren, der auch die Kommunalwahl 2002 knapp gewann.
Nachdem die Gemeindepolitik viele Jahre lang der Schauplatz für heftige Agitationen und Auseinandersetzungen gewesen war, wurde mit Helmut Krämer ein ehemaliges UWG-Gemeinderatsmitglied der Bürgermeisterkandidat der neu gegründeten Bürgerbündnisse. Er konnte den bisherigen Bürgermeister bei der Wahl 2008 ablösen. Bei der Kommunalwahl 2014 wurde er mit 84,2 % der gültigem Stimmen im Amt bestätigt. Krämer wurde bei einer Wahlbeteiligung von 58,3 % am 15. März 2020 mit 89,5 % der Stimmen (ohne Mitbewerber) für weitere sechs Jahre wieder gewählt.

### Marktgemeinderat
Der Marktgemeinderat hat 20 Mitglieder; zusätzliches Mitglied qua Amt ist der Bürgermeister. Bei der Gemeinderatswahl am 15. März 2020 erreichten die drei Wählergruppen folgende Stimmenanteile und Sitze:
| Liste                                      | 2020          | 2020  |
| Liste                                      | Stimmenanteil | Sitze |
| Unabhängige Freie Wählergemeinschaft e. V. | 38,33 %       | 8     |
| Bürger-Bündnis-Giebelstadt                 | 36,86 %       | 7     |
| Bürger-Bündnis-Ortsteile                   | 24,81 %       | 5     |

Gegenüber der Amtszeit 2014–2020 musste das Bürger-Bündnis-Giebelstadt einen Sitz an die Unabhängige Freie Wählergemeinschaft e. V. abgeben. Die Wahlbeteiligung lag bei 58,31 %.

### Wappen
| Wappen von Giebelstadt | Blasonierung: „In Blau ein silberner Widderkopf mit goldenem Gehörn.“ |
| Wappen von Giebelstadt | Wappenbegründung: Giebelstadt wird erstmals 820 urkundlich erwähnt im Zusammenhang mit den beiden Stammvätern der späteren Geschlechter Geyer und Zobel, deren gemeinsame Stammburg bis heute im Gemeindegebiet als Ruine erhalten ist. Die Geyer schieden aus der Wappengemeinschaft mit den Zobel aus. Sie legten sich anstelle eines Pferdekopfs einen Widderkopf als Wappenbild zu und errichteten im Ort ein eigenes Schloss, das zur Unterscheidung vom Schloss der Zobel „Unteres Schloss“ genannt wurde. Bekanntester Vertreter der Familie war der Ritter Florian Geyer, der um 1490 in Giebelstadt geboren und 1525 bei Rimpar ermordet wurde. Er stand im Bauernkrieg von 1525 auf der Seite der Bauern. Ihm zu Ehren finden seit 1980 jedes Jahr die Florian-Geyer-Festspiele in der Burgruine von Giebelstadt statt. Sie lehnen sich an die Festspiele von 1925 an, die 1938 eingestellt wurden. Das Stammwappen der Geyer von Giebelstadt, die 1685 in den Reichsgrafenstand erhoben worden und 1708 ausgestorben sind, erinnert an dieses bedeutende Adelsgeschlecht. Dieses Wappen wird seit 1937 geführt. |

### Gemeindepartnerschaften
Partnergemeinde ist Pianiga in der italienischen Region Venetien.

## Baudenkmäler

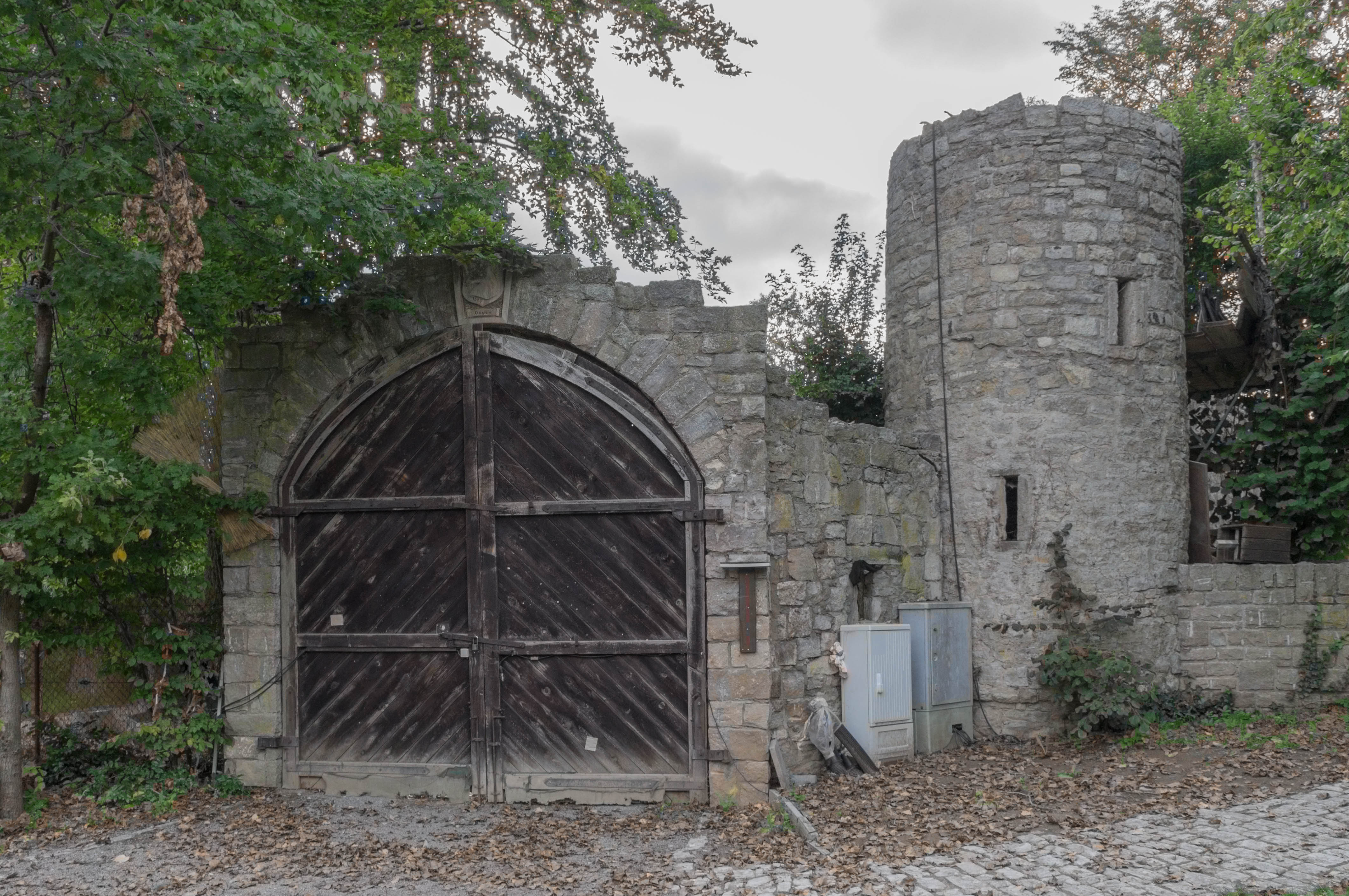
Geyerschloss
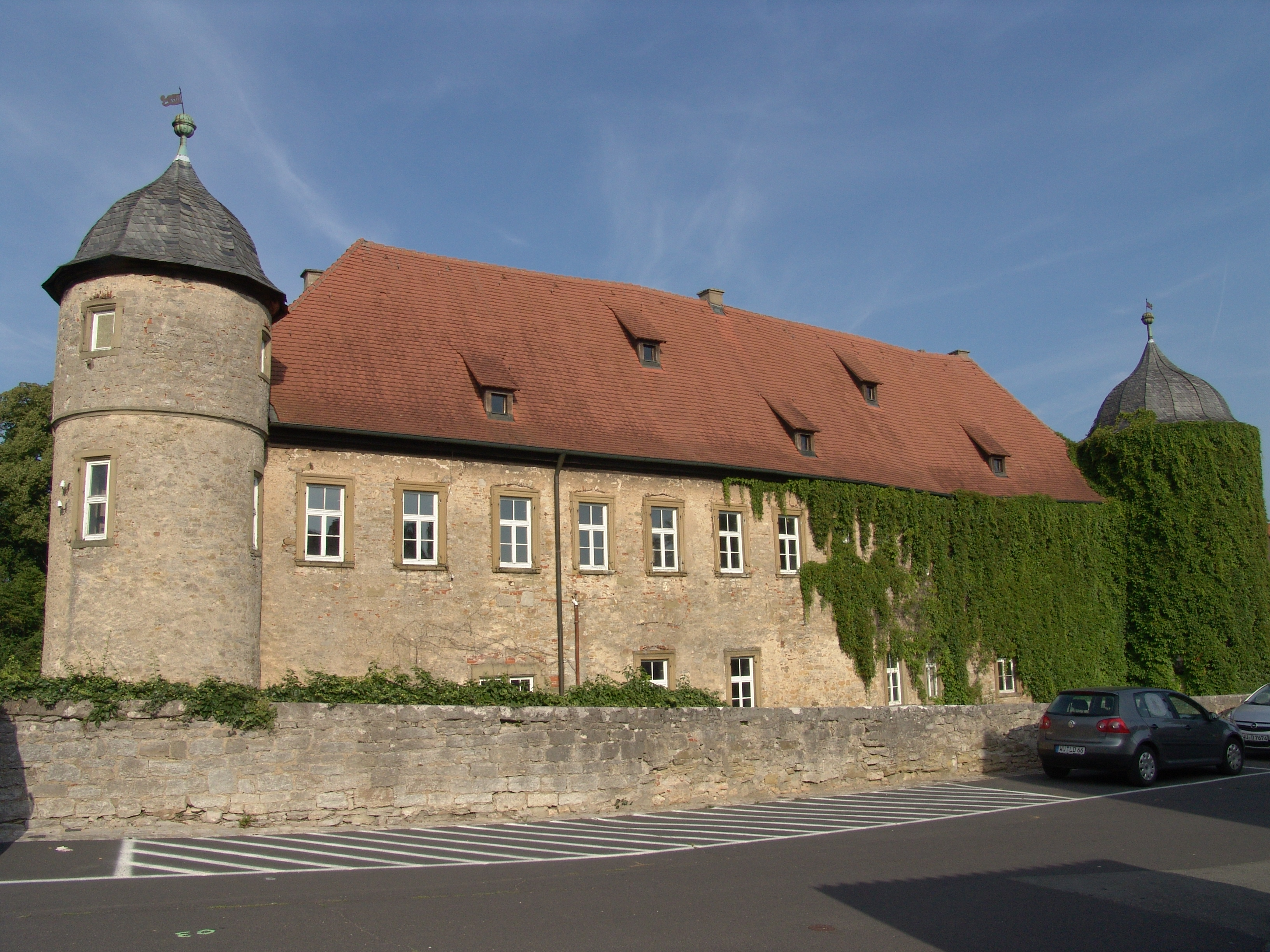
Zobelschloss
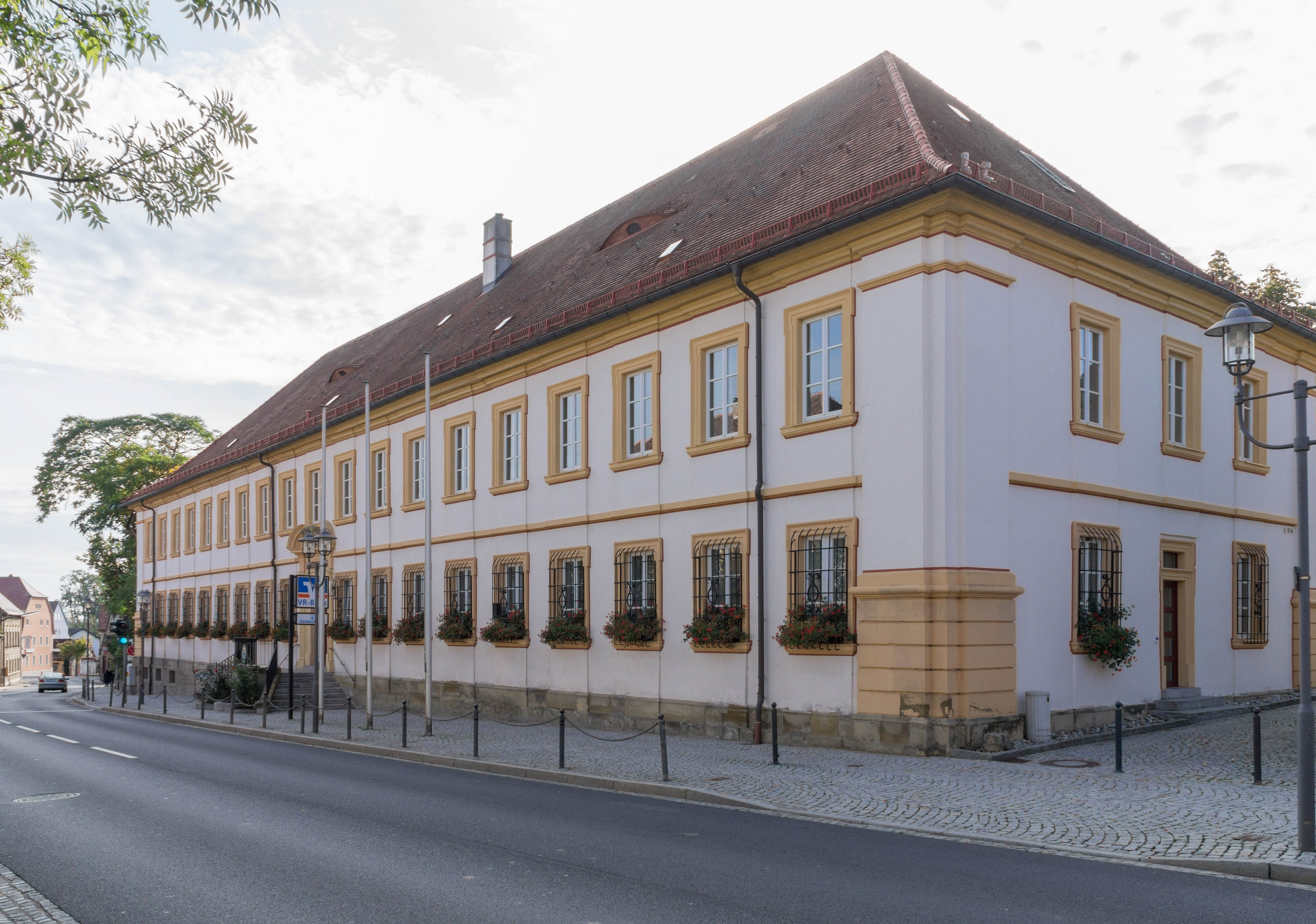
Friesenhäuser Schloss

## Kultur und Veranstaltungen

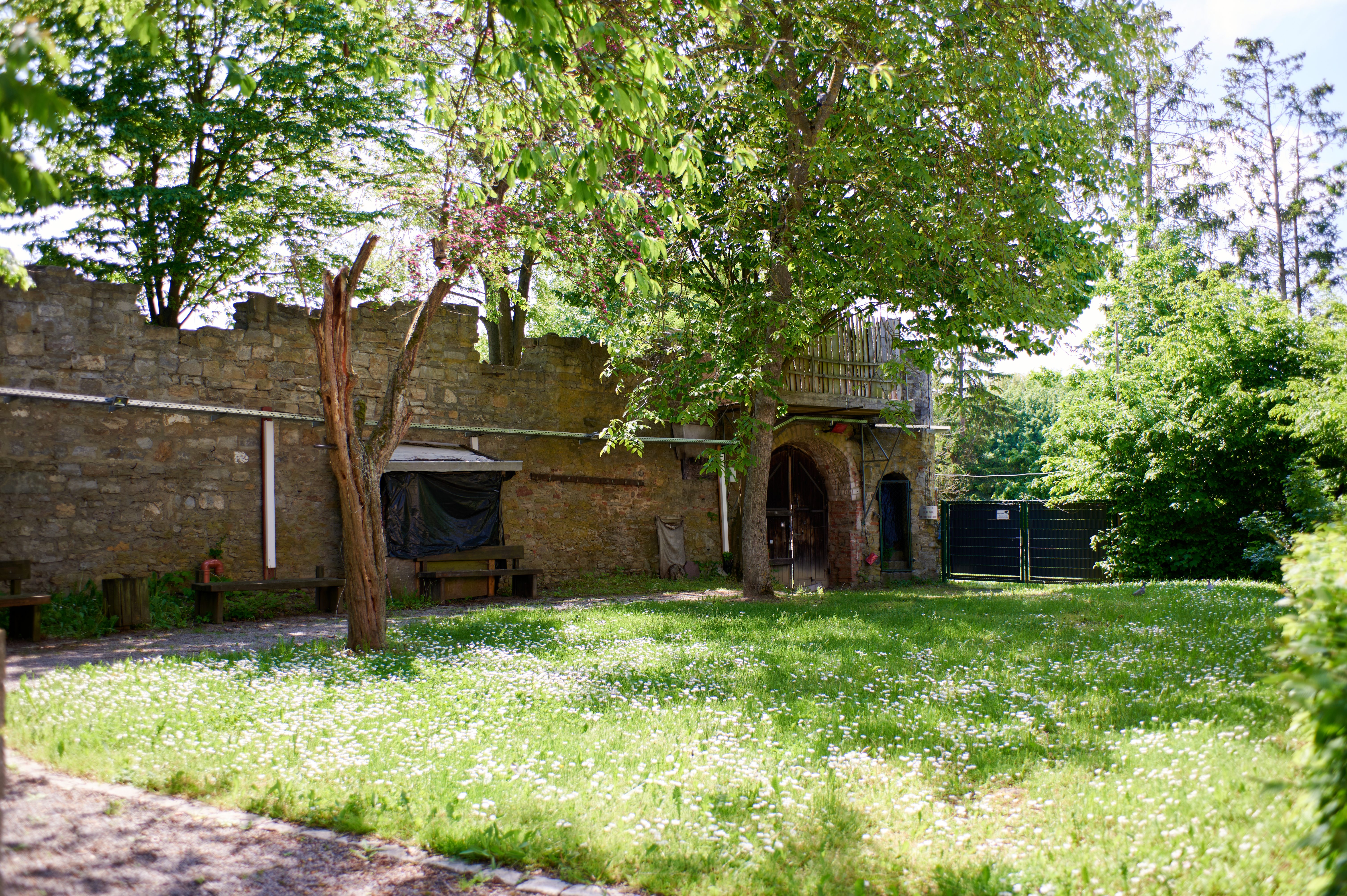
Die Florian-Geyer-Spiele finden jährlich vor der historischen Kulisse des ehemaligen Geyerschlosses statt

- Im Kartoffelkeller, der ehemaligen Zehntscheuer des Zobelschlosses, organisiert der Kulturverein Giebelstadt e. V. vor allem im Winterhalbjahr Kleinkunst- (Kabarett), Theater- und Musikveranstaltungen.
- Alljährlich finden in Giebelstadt die Florian Geyer Festspiele statt (Termine, Tickets). Erstmals 1925 und seit 1978 jährlich wird das historische Geschehen rund um Florian Geyer und den Schwarzen Haufen im Zuge der Bauernaufstände um 1525 auf die Bühne gebracht. Dargestellt werden die Figuren von Laiendarstellern unter der Leitung des Schauspielers und Regisseurs Renier Baaken (letztmals 2025) sowie von Ria Beinhölzl als Stuntkoordinatorin. Die Aufführung findet im Freien vor der historischen Kulisse des ehemaligen Geyerschlosses statt.

## Wirtschaft und Infrastruktur

### Verkehr
Giebelstadt ist durch die Bundesstraße 19 nach Norden mit Würzburg (16 km) verbunden, nach Süden mit Bad Mergentheim (25 km).
Der Flugplatz Giebelstadt, ein ehemaliger Militärflugplatz, hat eine Zulassung für Maschinen bis zu einem Abfluggewicht von 14 t und ist der größte Flugplatz im Landkreis. Er wird häufig von im Landkreis ansässigen Firmen genutzt.
Während der Fußball-Weltmeisterschaft 2006 wurde darüber der Mannschaftstransfer zu diversen Spielaustragungsorten abgewickelt. So flog die Nationalmannschaft von Ghana, welche während der WM ihr Quartier in Würzburg hatte, von Giebelstadt zu ihren Spielen. Auch die in Bad Kissingen einquartierte Nationalmannschaft von Ecuador nutzte diese Einrichtung.

### Landwirtschaft
2016 gab es 76 landwirtschaftliche Betriebe. 3588 Hektar des Gemeindegebietes waren landwirtschaftlich genutzt.

### Arbeitsplätze
2017 gab es laut amtlicher Statistik in der Gemeinde 2852 sozialversicherungspflichtige Arbeitsplätze. Von der Wohnbevölkerung standen 2360 Personen in einem versicherungspflichtigen Beschäftigungsverhältnis. Damit war die Zahl der Einpendler um 492 Personen größer als die der Auspendler. 82 Einwohner waren arbeitslos.

### Wirtschaft
Im Jahr 2022 erzielte Giebelstadt Einnahmen aus der Gewerbesteuer in Höhe von 2,34 Millionen Euro. Mit einem Gewerbesteuerhebesatz von 350 % zählt die Gemeinde zu den steuerlich attraktiveren Standorten Deutschlands. Giebelstadt ist etwa steuerlich günstiger als Würzburg (Gewerbesteuerhebesatz 420 %).
Ansässige Unternehmen:
- Bavaria Yachtbau (Sportboot-Werft für Segel- und Motorboote, gegr. 1978)
- Opitec Hobbyfix
- HandyGames
- SSI Schäfer Automation GmbH
- SSI Schäfer IT Solutions GmbH

### Bildung
2018 gab es in der Gemeinde
- zwei Kindertageseinrichtungen mit 273 genehmigten Plätzen und 237 Kindern
- eine Volksschule mit dreizehn Lehrern, elf Klassen und 219 Schülern.

## Söhne und Töchter
(Auswahl)
- Florian Geyer (1490–1525), (auch: Florian Geier von Giebelstadt), Ritter und Diplomat
- Melchior Zobel von Giebelstadt (1505–1558), Fürstbischof von Würzburg
- Johann Valentin von Reißmann (1807–1875), Bischof von Würzburg
- Kilian Keller (1839–1908), Bürgermeister von 1870 bis 1893, Reichstags- und Landtagsabgeordneter
- Paul Beusch (1883–1925), Politiker (Zentrum), Reichstagsabgeordneter
- David Marx (Fußballer)